# 人工少女
『人工少女』（じんこうしょうじょ）は、ILLUSIONより発売されたアダルトゲーム。

## 概要
リアルタイム描画の3Dアダルトゲームを主に製作するILLUSIONの代表作の一つ。2004年に体験版にあたる人工少女が登場し、同年秋に人工少女2、2007年冬に人工少女3が発売された。人工少女と人工少女2の違いとしては、人工少女の方は少女に行える行為がじゃれあい程度に収まるため一応は全年齢がプレイ可能なのに対し、人工少女2・人工少女3ではセックスを含むアダルトな表現を含んでいるため18禁ソフトとなっていることが挙げられる。
ゲームの内容は自分好みにカスタマイズした少女と、無人島(3のみ無人の街)で暮らすというもの。明確に設定された目的やストーリーなどはなく、ひたすらセックスを楽しむなり、少女の服の着せ替えを楽しむ、行動の鑑賞を行うなどの楽しみ方ができる。2では少女とセックスするために友好度や愛情度を高めるなどの条件は無く、最初からセックスできる。好感度などは少女達をセックスできちんとオーガズムに導き続ける事により高まっていく。3では後述の「属性」の設定によりセックスに至るまでの難易度の差が生じた。
プレイ期間や目的が定められていないため、エンディングが無く、エンドレスでゲームを続行可能なのも特徴である。（ただ、人工少女、人工少女2にはゲーム進行不可能となる、いくつかのバッドエンディング・ゲームオーバー的な現象がある。）
3においては、少女の容姿や基本性格だけでなく、その他の属性として性癖や身体能力などの特徴を設定できる。設定によっては、少女と初対面でいきなりセックスを開始することもできるが、逆に属性として「男苦手」や「臆病」などもあり、セックスに至るまでに困難を伴う場合もある。どのようなタイプを選ぶかはプレイヤーに委ねられるため、純粋に好みのタイプの女性を作成して疑似恋愛を楽しむことも可能である。
2019年にはコンセプト的な後継作である『AI＊少女』も発売された。基本的なゲームデザインは人工少女シリーズのものを継いだ上で、少女たちの情緒・行動の成長要素や、素材収集による簡易なサバイバル要素、建物の自由な建築の要素、少女たちとの会話パートなどが追加されている。

## 人工少女
シリーズ第一作。ただし、本作はあくまでベータ・無料体験版で、製品版は「人工少女2」である。人工少女2とは違い、服の着せ替えや少女のカスタマイズは出来ず、性行為も無い。人工少女2では少女がプレイヤーに好意を持った状態で始まるが、今作ではプレイヤーと少女が初対面で距離を取った状態から始まる。プレイヤーの行動によってこの距離を縮め、ある程度良好な関係を持つとおまけのゲームが始まり、その後人工少女2の宣伝が表示されゲームは終了する。

## 人工少女2
人工少女の製品版となる。人工少女との違いは以下の通りである。
- 少女のカスタマイズが可能
  - 少女の目や髪型の種類や色、胸の大きさ・乳輪の種類を細かに設定できる他、血液型の選択が可能。血液型によって少女の声及び性格(台詞)が変化する。
- 衣装の変更
  - 最初の少女の衣装は人工少女と同じ白のビキニタイプの水着だが、特定のマップ中に点在する地蔵に祈願する事により、衣装の変更を行わせる事が可能となっている。
  - 衣装は、下着、上着、靴など複数の部分に分かれており、好きなようにコーディネートする事が可能。
  - 選択可能な衣装は少女の性経験の度合いに伴って追加される。
- 主人公と少女の関係
  - 前述の通り、少女が主人公(プレイヤー)に好意(愛情)を持っている状態から始まる。
- 島の大きさ
  - 体験版ではごく小さい単一マップの無人島が舞台だったが、2では舞台となる無人島が複数のマップから構成されており、自分の家がある他、学校・駅・温泉といった生活感を与える建物、研究所・謎のモノリスなどの意味深な建物などが増えた。だが無人島に変わりないので住民はいない。
- 少女との性行為
  - セックスが出来るようになる。海の中以外どこでもすることができ、行う場所の地形や障害物により体位が変化する。
  - ゲーム開始時、少女は処女であり、セックスを重ねる事により台詞や反応に変化が生じ、新たな行為も可能となる。
- 少女の行動の増加
  - 体験版では歩いたりしゃがんだり走ったりと基本的な動作しか行わなかったが、2ではゲーム内での昼夜の流れにあわせ、料理を作ったり風呂・トイレ・着替え等の行動も取るようになった。また、プレイヤーへの語りかけやプレイヤーキャラとの散歩などの行動も取るようになった。セックスをしばらく行わないとオナニーもする。また何度もトイレの邪魔をするなどしているとおもらしをすることも。着替え、トイレや風呂、オナニーは覗くことが可能である。

その他にも様々な違いがある。

### キャスト
- 大波こなみ（A型、O型）
- ダイナマイト亜美（B型、AB型）

## 人工少女3
2007年11月30日発売。人工少女2に比べグラフィックの拡張を主に様々な要素が追加された。最たる例は、キャラ/衣装作成ツール・キャラクター/衣装データが本体と完全に分離され、非常に幅広いカスタマイズが可能となったこと、複数のキャラクターを同時にゲーム世界に登場させられるようになったことである。キャラクターと本体セーブデータの分離は、その後のILLUSIONのタイトルのほとんどで採用されることとなった。
本作では舞台が無人の「島」から「街」に変更。存在する居住可能な家屋は一般的な一軒家、和風屋敷、洋館の3種類で、この世界に投入された少女たちはこのいずれかに住まうことになる。(ただし少女の設定によっては神社の奥や海などで睡眠をとることもある。)その他にも学校や海(海の家)、神社などの建造物がある。『はんなり』をインストールすることで建造物は更に増える。
また、細部にパロディーも用意してある。特筆するものとしては、睡眠中の少女に対して「呼ぶ」コマンドを実行することで寝言を言うことがあり、キャラクターの基本性格によって「仮面ライダー電王」や「機動戦士ガンダム」、更には「武装錬金」や「初音ミク」の台詞などがオマージュとして個別に用意されている。
本作では、投入した少女と良好な関係を構築することが通常の目的となるため、おのずと時間を共有することがかなり大切になる。関係の終着点がセックスにある点を除けば、このゲームシステムは、ROOMMATEのコンセプトに近いものがある。

### 人工少女3 はんなり
『人工少女3 はんなり』は2008年5月30日に発売された同作品の追加ディスク。
この追加ディスクでは人工少女2で好評であった、プレイヤーへの語りかけやプレイヤーキャラとの散歩などを始めとした多くの少女の行動の拡張や、複数の少女間での会話や修羅場イベントの発生、操作性の改善、その他大小様々な修正など、人工少女3を大きく補完するものとなっている。
ちなみに「はんなり」とは京言葉で「花のように」という意味を持っており、転じて京都の典型的な美女モデル(ステレオタイプとも言えるが)「おっとりした上品な京都の美女」を形容する際に使用する表現である。本作では、そのタイトル通り、京都弁を語るキャラボイスが含まれているが、京都弁キャラボイスを担当する涼森ちさとは京都出身ではなく大阪府出身である。本作で追加されたキャラクターボイスは、大阪弁「宮沢ゆあな(大阪府出身)」と博多弁「紫華すみれ(福岡出身)」を加え合計3種類。人工少女のローカライズ拡張版とも言える。

### キャスト
- 人工少女3
  - 成瀬未亜（C型）
  - 芹園みや（K型）
  - 深井晴花（T型）
  - 茶谷やすら（N型）
  - みる（U型）
  - 青山ゆかり（V型）
  - 咲ゆたか（M型・公式通販特典）

- 人工少女3 はんなり
  - 紫華すみれ（J型）
  - 宮沢ゆあな（P型）
  - 涼森ちさと（Y型）
  - 桃井いちご（S型・公式通販特典）

### 評価
3
本作は、アダルトゲーム雑誌『メガストア』2008年2月号に掲載された「メガストア マンスリーデータランキング」において初登場で2位にランクインした。

## AI＊少女
2019年10月25日発売。2020年3月17日には世界的なPCゲームプラットフォームSteamにおいてバイリンガル・非アダルト仕様でも配信開始。こちらは国内向け通常版とはDLCなどの互換性がないものの、アダルト要素そのものは公式の無料パッチで復活することができる。
人工少女のコンセプトを継いだライフシミュレーションとなっており、最大の違いとしては簡易なサバイバル要素や建築などのゲーム的な要素の導入がある。サバイバル要素は少女たちに食材をはじめとしたアイテムを供給し、適切に食事などを行わせないと、空腹や病気で一時的に行動不能となってしまうもの。ただし、後述する「行動の成長」を経れば、ある程度は少女たち自身で必要アイテムを取得して活動を続けることもできる。プレイヤー自身には人工少女シリーズ同様、一切の行動制限はない。
建築については、マップ上でアイテムを揃えることで手に入れた家のパーツや各種の家具を、建築用エリア内に自由に設置することができる。置いた家具などについては少女たちも利用可能である。また固定のNPCとして冒険者の少女シャンが登場する。シャンはアイテムショップとして機能し、手持ちのアイテムを代価として金銭相当の概念「レート」を貯めアイテムの交換が行えるほか、付き合いを深めていくと性行為の対象となる。
少女たちについては、セリフとしての基本性格といくばくかの要素以外の行動の傾向や特徴についてはゲームプレイでの交流やアイテム贈与を通じて得る形に変更されており、プレイヤーの干渉で行動パターンの増加などの成長を行っていく楽しみが追加された。また、一方的な呼び出しや抱きしめなどのコミュニケーションしかできなかった人工少女シリーズとは異なり、選択肢式の会話シーンも追加されている。一方で人工少女シリーズからの変化として、少女たちのゲーム開始以前の性的経験については明示されなくなっている。（破瓜表現も廃止）
キャラクターメイクは、Sexyビーチ プレミアムリゾートから続く一連のスライダーシステムを更に進化させたものとなっており、グラフィックもより進化している。また、主人公キャラにはキャラメイクで作成した男性の他、少女（およびふたなり少女）を指定することも可能だが、身長は高身長な男性同様の値で固定となってしまう。少女たちとの性的関係そのものは主人公の性別に関わらず持つことができる。
本作では、通常プレイ時にはチュートリアルを兼ねた簡易なストーリーが用意されている。少女の世界への投入数も、特定のレアアイテムを入手し、専用の機械へと使って増やす必要がある（最大4名まで）。エンディング自体はなく、一通りの目標のクリア後は、広大な平地型の建築用エリアで構成された「無人島」への移動ができるようになり、最初から各種の要素が開放済みのフリーモードでのプレイも可能となる。
国内向け通常版には、直近のILLUSION作品同様に、3DCGソフトウェア「STUDIO NEO V2」がアップデートで追加され、AI*少女のキャラメイクで作成したキャラクターを読み込み、Poserのようにポーズ付けやライティングを行って任意の画像やシーンを作り上げることができる。
2020年5月29日に発売された『ハニーセレクト２ リビドー』とは限定的に互換性があり、『ハニーセレクト２ リビドー』購入特典（要公式ページからのダウンロード）の「AI*少女コンバートデータ」によって同作の新たな衣装や顔タイプなどと、同作のマップデータから制作された建築用パーツを追加することが可能。『ハニーセレクト２ リビドー』のキャラデータや「STUDIO NEO V2」シーンデータも利用できる他、同作の予約特典やアップデートのファイルには『AI＊少女』向けの追加衣装データも含まれている。
さらに2020年10月30日発売のハニーセレクト２の拡張パック『ハニーセレクト2 リビドー DX』では特典の形ではなく本体のインストーラーに付随する形で、同拡張パックに収録されている追加性格や衣装、顔タイプなどの『AI＊少女』版と、追加マップデータから制作された建築用パーツが付属する。こちらも予約特典やアップデートのファイルには『AI＊少女』向けの追加衣装データが含まれている。

### DLC
すべて公式ストアからのダウンロード配信のみで『AI＊少女』『ハニーセレクト２ リビドー』『Roomガール』全対応。いずれもキャラメイク用の各種パーツに加え、AI＊少女向け建築用パーツ、スタジオ向けアイテムおよび日常動作・セックスモーション（一部はAI＊少女本編に追加された建築用パーツを通じてのみ利用可能）からなる。
- 狐巫女セット（2019年12月13日配信）
- サキュバスセット（2020年1月17日配信）
- シスターセット（2020年06月05日配信）
- ボンデージセット（2020年06月26日配信）

### キャスト
- 和央きりか（機械的で無感情）
- 飴川紫乃（おおらかでやさしい）
- 森乃なんな（意識が高く自信家）
- あかしゆき（自分勝手でわがまま）
- 八尋まみ（無気力でものぐさ）
- スズナ（ポジティブで明るい）
- 春日アン（きちんとした優しい几帳面・ハニーセレクト２ リビドー DX）
- 穂乃先めんま（凛とした佇まいの大和撫子・ハニーセレクト２ リビドー DX）
- 野上結生（友達感覚のボーイッシュ・ハニーセレクト２ リビドー DX）
- 御苑生メイ（清楚だが思い込みが激しい・ハニーセレクト２ リビドー DX）